# Ch’oe Kwang
Ch’oe Kwang (ur. 17 lipca 1918, zm. 21 lutego 1997) – północnokoreański oficer, uczestnik wojny koreańskiej, marszałek Koreańskiej Armii Ludowej.

## Życiorys
Urodził się w 1918 roku w mieście Rajin. Brał udział w antyjapońskiej walce zbrojnej w oddziałach partyzanckich Kim Ir Sena.
Od lutego 1948 oficer Koreańskiej Armii Ludowej, kolejno dowódca: 1 Dywizji, 13 Dywizji i V Korpusu. Uczestnik wojny koreańskiej (1950–53) przeciw Amerykanom. 
Od czerwca 1960 w stopniu generała-pułkownika, od lutego 1963 czterogwiazdkowy generał, mianowany wicemarszałkiem w kwietniu 1992, a marszałkiem KAL w październiku 1995. W 1988–1995 szef sztabu generalnego.
Deputowany do Najwyższego Zgromadzenia Ludowego od jego pierwszej kadencji (tj. od sierpnia 1948). Członek KC Partii Pracy Korei od IV Zjazdu PPK.
Dwukrotny Bohater KRLD; odznaczony dwoma Order Kim Ir Sena oraz Orderem Flagi Narodowej.